# Baptiste Gourguechon
Baptiste Gourguechon, né le 26 février 1999, à Amiens, est un coureur cycliste français. Il participe à des compétitions sur route et sur piste. 

## Biographie
Baptiste Gourguechon naît au sein d'une famille de cyclistes dans le département de la Somme (Hauts-de-France). Il a suivi un BTS MUC.
En 2017, il devient champion de France de keirin juniors (moins de 19 ans). Il rejoint ensuite le club Dunkerque Littoral Cyclisme en 2018, qui évolue en division nationale 3. Bon sprinteur, il s'impose sur La Cantonale des 7 Vallées.
Lors de la saison 2019, il remporte les Boucles Cyclistes du Sud Avesnois, manche de la Coupe de France DN2. Il termine également neuvième du Mémorial Philippe Van Coningsloo, une course inscrite au calendrier de l'UCI. Sur piste, il décroche une médaille d'argent dans la poursuite par équipes aux championnats de France sur piste, sous les couleurs de son comité régional.
En 2020, il décide de rejoindre le Véloce Club Rouen 76, équipe de division nationale 1,. Il est sacré champion de Normandie sur route dans la catégorie espoirs (moins de 23 ans).

## Palmarès sur route

### Par année
- 2018
  - La Cantonale des 7 Vallées
- 2019
  - Boucles Cyclistes du Sud Avesnois
- 2020
  - Champion de Normandie espoirs

### Classements mondiaux
| Année           | 2019 |
| --------------- | ---- |
| UCI Europe Tour | 1e   |

## Palmarès sur piste

### Championnats de France
- 2016
  - 2e du keirin juniors
  - 2e du scratch juniors
- 2017
  -  Champion de France de keirin juniors
  - 2e de la vitesse par équipes juniors
  - 2e du scratch juniors
  - 3e du kilomètre juniors
- 2019
  - 2e de la poursuite par équipes